# ドバイシーマクラシック
ドバイシーマクラシック（Dubai Sheema Classic、アラビア語: دبي شيماء كلاسيك）は、アラブ首長国連邦のメイダン競馬場で行われる競馬の競走である。

## 概要
1998年に「ドバイターフクラシック（Dubai Turf Classic）」の名称で創設、第1回はナド・アルシバ競馬場の芝2400mで行われた。2000年に国際G2の認定を受け、現名称となる。2002年には国際G1に昇格し、2011年からメイダン競馬場の芝2410mで行われるようになった。距離設定が2410mと半端な数字になっているのは、メイダン競馬場の芝コースが丁度一周2400mで設備上ゴール板の前に発馬機を置けないためである。
国際競馬統括機関連盟（IFHA）が公表した2012年から2014年の年間レースレーティングの平均値に基づく「世界のトップ100GIレース」によると、ドバイシーマクラシックは全体の18位にランキングされ、クイーンアンステークス（16位）チャンピオンズマイル（17位）に次ぐ評価となっている。
なお、本競走を優勝するとオーストラリアのG1コーフィールドカップへの優先出走権が与えられることになっている。
2015年から2020年までは賞金総額600万米ドルだったが、2021年は総額500万米ドルに減額されている。

## 歴史
- 1998年 - 「ドバイターフクラシック」の名称で創設[3]。
- 2000年 - 「ドバイシーマクラシック」に改称[3]。
- 2001年 - 国際G2に昇格[3]。
- 2002年 - 国際G1に昇格[3]。
- 2010年 - 開催場をメイダン競馬場に変更[3]。
- 2020年 - 新型コロナウイルスの世界的な感染の拡がりに伴い、参加者の健康を守るため中止[5]。

## 歴代優勝馬
| 回数   | 施行日        | 調教国・優勝馬    | 性齢 | タイム   | 優勝騎手         | 管理調教師           |
| ------ | ------------- | ----------------- | ---- | -------- | ---------------- | -------------------- |
| 第1回  | 1998年3月28日 | Stowaway          | 牡4  | 2:29.01  | L.デットーリ     | S.ビン・スルール     |
| 第2回  | 1999年3月28日 | Fruits Of Love    | 牡4  | 2:28.45  | K.ファロン       | M.ジョンストン       |
| 第3回  | 2000年3月25日 | Fantastic Light   | 牡4  | 2:27.70  | K.ファロン       | M.スタウト           |
| 第4回  | 2001年3月24日 | Stay Gold         | 牡7  | 2:28.23  | 武豊             | 池江泰郎             |
| 第5回  | 2002年3月23日 | Nayef             | 牡4  | 2:29.64  | R.ヒルズ         | M.トレゴニング       |
| 第6回  | 2003年3月29日 | Sulamani          | 牡4  | 2:27.67  | L.デットーリ     | S.ビン・スルール     |
| 第7回  | 2004年3月27日 | Polish Summer     | 牡7  | 2:31.09  | G.スティーヴンス | A.ファーブル         |
| 第8回  | 2005年3月26日 | Phoenix Reach     | 牡5  | 2:30.54  | M.ドワイアー     | A.ボールディング     |
| 第9回  | 2006年3月25日 | Heart's Cry       | 牡5  | 2:31.89  | C.ルメール       | 橋口弘次郎           |
| 第10回 | 2007年3月31日 | Vengeance of Rain | 騸7  | 2:31.03  | A.デルペッチ     | D.フェラーリ         |
| 第11回 | 2008年3月29日 | Sun Classique     | 牝4  | 2:27.45  | K.シーア         | M.デコック           |
| 第12回 | 2009年3月28日 | Eastern Anthem    | 牡5  | 2:31.84  | A.アジュテビ     | M.ビン・シャフヤ     |
| 第13回 | 2010年3月27日 | Dar Re Mi         | 牝5  | 2:31.84  | W.ビュイック     | J.ゴスデン           |
| 第14回 | 2011年3月26日 | Rewilding         | 牡4  | 2:29.01  | L.デットーリ     | M.アル・ザルーニ     |
| 第15回 | 2012年3月31日 | Cirrus Des Aigles | 騸6  | 2:31.30  | O.ペリエ         | C.バランドバルブ     |
| 第16回 | 2013年3月30日 | St Nicholas Abbey | 牡6  | 2:27.70  | J.オブライエン   | A.P.オブライエン     |
| 第17回 | 2014年3月29日 | Gentildonna       | 牝5  | 2:27.25  | R.ムーア         | 石坂正               |
| 第18回 | 2015年3月28日 | Dolniya           | 牝4  | 2:28.21  | C.スミヨン       | A.ロワイエ＝デュプレ |
| 第19回 | 2016年3月26日 | Postponed         | 牡5  | 2:26.97  | A.アッゼニ       | R.ヴェリアン         |
| 第20回 | 2017年3月25日 | Jack Hobbs        | 牡5  | 2:32.39  | W.ビュイック     | J.ゴスデン           |
| 第21回 | 2018年3月31日 | Hawkbill          | 牡5  | 2:29.45  | W.ビュイック     | C.アップルビー       |
| 第22回 | 2019年3月30日 | Old Persian       | 牡4  | 2:27.17  | W.ビュイック     | C.アップルビー       |
| 第23回 | 2021年3月27日 | Mishriff          | 牡4  | 2:26.65  | D.イーガン       | J.ゴスデン           |
| 第24回 | 2022年3月26日 | Shahryar          | 牡4  | 2:26.88  | C.デムーロ       | 藤原英昭             |
| 第25回 | 2023年3月25日 | Equinox           | 牡4  | R2:25.65 | C.ルメール       | 木村哲也             |
| 第26回 | 2024年3月30日 | Rebel's Romance   | 騸6  | 2:26.72  | W.ビュイック     | C.アップルビー       |
| 第27回 | 2025年4月5日  | Danon Decile      | 牡4  | 2:27.05  | 戸崎圭太         | 安田翔伍             |